# Прапор Андрушівки

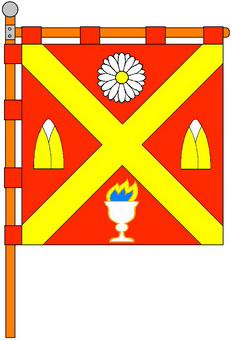
Прапор Андрушівки

Прапор Андрушівки затверджено 2 вересня 2003 р.
Автор прапора — А. Гречило.

## Опис Прапора
Прапор Андрушівки: квадратне червоне полотнище, на якому жовтий андріївський хрест (ширина рамена хреста рівна 1/7 ширини прапора), вгорі — квітка ромашки з білими пелюстками та жовтим осердям (квітка вписана в умовне коло діаметром в 1/4 сторони прапора, центр квітки знаходиться посередині на відстані 1/6 сторони прапора від верхнього краю полотнища), обабіч — по білій пірамідці цукру в жовтій обгортці, внизу — біла чаша, з якої виходить синє полум'я з жовтим обрамуванням.

## Зміст
Андріївський хрест є номінальним символом і вказує, що назва міста пов'язана з іменем Андрій чи його похідними. Колористика хреста і поля щита підкреслює знаходження Андрушівки у складі Житомирської області. Квітка ромашки відображає багатство навколишньої природи. Грудки цукру в давніх опакуваннях підкреслюють основну промислову галузь, що сприяла розвитку поселення. Срібна чаша з синьо-золотим полум'ям («вогняна вода») означає ще одну важливу галузь — виробництво спирту. 
Варто зазначити, що у первісному варіанті герба пропонувалося 3 пірамідки цукру, а символ чаші з полум'ям виник при розробці кінцевого проекту, з урахуванням побажань міської ради ширше представити специфіку місцевої промисловості.